# Парк радянського періоду
«Парк радянського періоду» — російський кінофільм 2006 року.

## Зміст
Не без допомоги західних інвесторів російські бізнесмени реконструювали «острівець радянського життя» і назвали своє дітище «Парком мрії». І море тут є, і майже справжній Кремль поряд, і річки, і гори, і пустеля — все в одному парку. І оточувати гостей будуть найвідоміші люди тих років — актори, співаки, шахісти. Популярний тележурналіст Олег Зімін, який повинен був дати рекламу цього парку в своїй програмі, стає одним з перших його відвідувачів. Втомлений від московських неприємностей, які обрушилися на нього з усіх боків, він вирішує заразом і відпочити.

## Ролі
| Актор                      | Роль                              |
| -------------------------- | --------------------------------- |
| Олександр Лазарєв-молодший | Олег Зимін                        |
| Єлизавета Боярська         | Олена Іванівна Волкова            |
| Михайло Єфремов            | товариш Роберт                    |
| Дзюба Олександр Євгенович  | Микола                            |
| Лідія Федосєєва-Шукшина    | Єлизавета Петрівна Іванова        |
| Ніна Усатова               | Клавдія Федорівна Лежук           |
| Олександр Пашутін          | Петрович                          |
| Володимир Долинський       | головлікар Анатолій Олександрович |
| Сергій Никоненко           | Чапаєв                            |
| Олексій Булдаков           | адмірал                           |
| Валерій Баринов            | генерал Бурда                     |
| Рафаель Мукаєв             | Тимур                             |
| Зиновій Високовський       | розпорядник на похоронах          |
| Олександр Абдулов          | приятель Зіміна                   |
| Станіслав Садальський      | камео                             |
| Авангард Леонтьєв          | Антуан                            |
| Володимир Зельдін          | камео                             |
| Йосип Кобзон               | камео                             |
| Полад Бюль-Бюль Огли       | камео                             |
| Володимир Етуш             | камео                             |
| Ігор Кирилов               | камео                             |
| Анатолій Карпов            | камео                             |
| Мухтарбек Кантеміров       | камео                             |
| Клара Лучко                | камео                             |
| Володимир Соловйов         | камео                             |
| Олена Ханга                | камео                             |
| Юлій Гусман                | шофер                             |
| Борис Поволоцький          | Борис Йосипович                   |

## Знімальна група
- Режисер-постановник — Юлій Гусман
- Продюсери — Сергій Мелькумов, Аркадій Гайдамак, Юлій Гусман, Тимур Вайнштейн, Олександр Нахимсон
- Сценаристи — Едуард Акопов, Юлій Гусман
- Головний оператор — Ігор Клебанов
- Художник-постановник — Ольга Крачевня
- Художник по костюмах — Наталія Стицюк
- Композитор — Максим Дунаєвський
- Текст пісень — Тимур Шаов